# Quers
Quers – miejscowość i gmina we Francji, w regionie Burgundia-Franche-Comté, w departamencie Górna Saona.
Według danych na rok 1990 gminę zamieszkiwało 299 osób, a gęstość zaludnienia wynosiła 30 osób/km² (wśród 1786 gmin Franche-Comté Quers plasuje się na 454. miejscu pod względem liczby ludności, natomiast pod względem powierzchni na miejscu 436.).